# Николаевка (Мензелинский район)
Николаевка — село в Мензелинском районе Татарстана. Административный центр Николаевского сельского поселения.

## География
Находится в восточной части Татарстана на расстоянии приблизительно 21 км на юг по прямой от районного центра города Мензелинск.

## История
Основано в XVIII веке (1780-е года) дворянами Матвеем и Никитой Можаровыми на месте татарской деревни Тауборын. В 1843 году была построена Смоленско-Богородицкая церковь, в 1877 открыта земская школа.

## Население
Постоянных жителей было: в 1795 году — 203, в 1859—385, в 1870—551, в 1884—689, в 1897—772, в 1913—741, в 1920—878, в 1926—880, в 1938—325, в 1949—238, в 1958—435, в 1970—583, в 1979—575, в 1989—481, в 2002—479 (русские 80 %), 448 в 2010.